# Carthage (Texas)
Carthage és una població dels Estats Units a l'estat de Texas. Segons el cens del 2000 tenia 6.664 habitants.

## Demografia
Segons el cens del 2000, Carthage tenia 6.664 habitants, 2.598 habitatges, i 1.771 famílies. La densitat de població era de 244,8 habitants/km².
Dels 2.598 habitatges en un 32,3% hi vivien nens de menys de 18 anys, en un 49,9% hi vivien parelles casades, en un 15,4% dones solteres, i en un 31,8% no eren unitats familiars. En el 29,1% dels habitatges hi vivien persones soles el 15,7% de les quals corresponia a persones de 65 anys o més que vivien soles. El nombre mitjà de persones vivint en cada habitatge era de 2,43 i el nombre mitjà de persones que vivien en cada família era de 3.
Per edats la població es repartia de la següent manera: un 25,3% tenia menys de 18 anys, un 10,9% entre 18 i 24, un 24,7% entre 25 i 44, un 20,9% de 45 a 60 i un 18,3% 65 anys o més.
L'edat mediana era de 37 anys. Per cada 100 dones de 18 o més anys hi havia 74,8 homes.
Entorn de l'11,8% de les famílies i el 13,2% de la població estaven per davall del llindar de pobresa.

## Poblacions més properes
El següent diagrama mostra les poblacions més properes.